# Henry de Rancourt de Mimérand
Pour les articles homonymes, voir Rancourt.
Henry de Rancourt de Mimérand, né le 4 juillet 1910 à Cernoy-en-Berry (Loiret) et mort le 28 juillet 1992 à Paris 16e, est un officier général de l'Armée de l'air française, Compagnon de la Libération.
Pendant la Seconde Guerre mondiale, il crée la première école de pilotage des Forces aériennes françaises libres. Il réorganise ensuite et commande le groupe de bombardement Lorraine de 1943 à 1944, puis rejoint l'état-major particulier du général de Gaulle.
Après la guerre, il occupe plusieurs postes à responsabilité comme colonel. Devenu général, il est commandant adjoint des Forces alliées Centre Europe, puis il commande le Groupement des Moyens militaires de Transport aérien (GMMTA). Il devient général de corps aérien, et commande en second la 4e force aérienne tactique alliée.

## Biographie
Henry Marie Georges de Rancourt de Mimérand est né au château de Mimérand à Cernoy-en-Berry. Il est le fils d'un officier de cavalerie, Jehan de Rancourt de Mimérand, et de Gabrielle de Geffrier son épouse,.

### Formation
Il effectue ses études primaires et secondaires au collège Sainte-Croix à Orléans. Il les poursuit en classes préparatoires à Sainte-Geneviève de Versailles,.
Il est reçu à l'École spéciale militaire de Saint-Cyr en 1931, au sein de la promotion « Tafilalet ». Il en sort sous-lieutenant en 1933.

### Jeune aviateur
Au sortir de Saint-Cyr, il choisit l'aviation et suit de 1933 à 1935 les cours de l'École d'application de l'Armée de l'air. À sa sortie, il est promu lieutenant et affecté à la 23e escadre de bombardement, à Toulouse, où il sert jusqu'en 1939.
Nommé capitaine en juin 1939, il est successivement affecté à la direction du personnel au ministère de l'Air puis à la zone d'opérations aériennes du Nord au début de la Seconde Guerre mondiale.

### Rejoint la France libre, crée l'école de pilotage des FAFL
Il rejoint l'Afrique du Nord en juin 1940, pensant que la guerre y continuera. Comme ce n'est pas le cas, il décide de répondre à l'appel du général de Gaulle.
Profitant d'une mission de liaison, il quitte Rabat pour Gibraltar le 18 août 1940 dans un Caudron Simoun, et de là gagne l'Angleterre en convoi. Il s'engage alors dans les Forces aériennes françaises libres (FAFL).
Chargé en septembre 1940 de créer la première école de pilotage pour les FAFL, il l'implante à Odiham dans le Hampshire.
Il dirige l'école franco-belge jusqu'à sa fermeture en juin 1941. Il a ainsi permis la formation de plus de 80 pilotes français et belges.

### États-majors puis combats

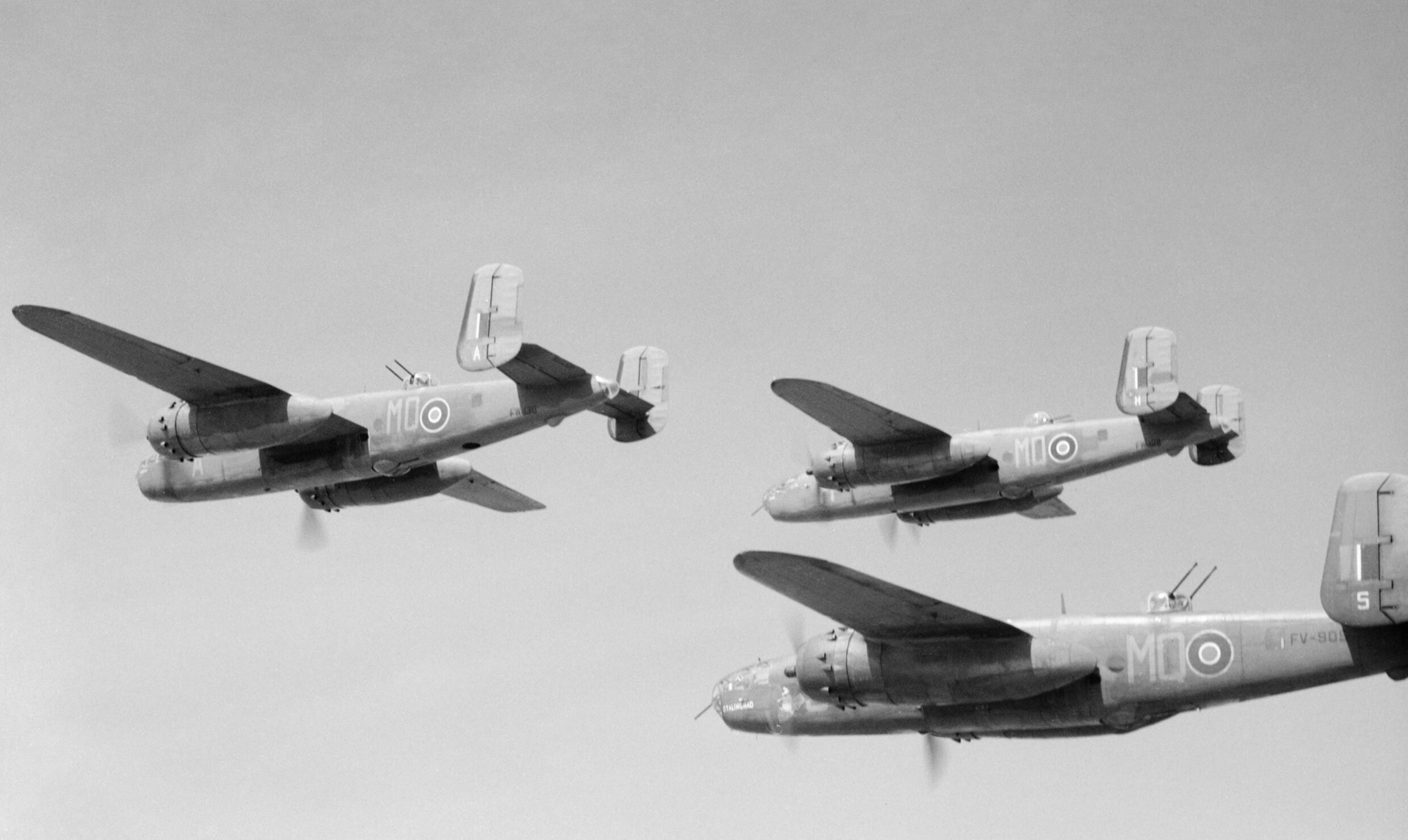
Le 226 Squadron RAF.

Nommé commandant en 1941, il fait partie de l'état-major des FAFL. Il fait partie ensuite de l'état-major particulier du général de Gaulle, d'octobre 1941 jusqu'en juillet 1942.
Désirant repartir au combat opérationnel, il obtient de rejoindre en novembre 1942 une unité de la Royal Air Force, le No. 226 Squadron RAF (en). Avec ce groupe de bombardement léger, il participe à diverses missions offensives.

### Réorganise et commande le groupe Lorraine

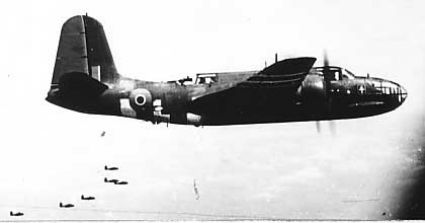
Un bombardier et une formation du groupe de bombardement Lorraine, qu'il commande en 1943-1944.

Promu lieutenant-colonel, il est chargé en avril 1943 de réorganiser et commander le groupe de bombardement Lorraine. Il effectue un grand nombre de missions avec ce groupe, volant aussi bien en haute altitude qu'en rase-motte.
Il dirige lui-même leur mission la plus célèbre, le 3 octobre 1943 : le bombardement de la centrale électrique de Chevilly-Larue, qui commande l'énergie de toute l'Île-de-France et d'une partie de Bordeaux. Il participe ainsi en personne à 22 missions de guerre, dont sept en rase-motte.

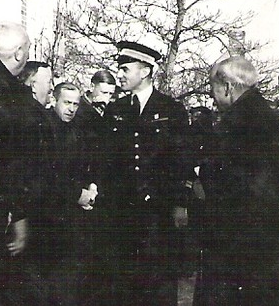
Retour en France, 1944.

Il est choisi ensuite pour rejoindre le cabinet du général de Gaulle à Alger, fin mars 1944, puis à Paris où il arrive avec le général en août suivant, au moment de la Libération de la capitale. Il est attaché au cabinet jusqu'en avril 1945.

### Commandements après la guerre
À cette date, promu colonel, Rancourt de Mimérand est nommé attaché de l'air à Londres. Il est ensuite commandant adjoint de l'Armée de l'air au Maroc.
Le colonel de Rancourt est choisi pour suivre les cours militaires supérieurs français et américains. Il étudie ainsi à l'École supérieure de guerre aérienne, suit le cours interarmées en 1949-1950, puis l'année suivante les cours du collège des forces armées américaines (Armed Forces Staff College) à Norfolk en Virginie.

### Général
Il retourne à Londres de 1951 à 1954, puis est promu général de brigade aérienne et nommé commandant adjoint des « Forces alliées Centre Europe », jusqu'en 1958. Il commande ensuite le Groupement des moyens militaires de transport aérien (GMMTA), pendant deux ans, et devient général de division en 1959. Il est aussi membre du Conseil de l'Ordre de la Libération.
Nommé attaché militaire aux États-Unis en 1960, il est promu général de corps aérien en 1961. Il reste en poste à Washington jusqu'en 1963. Il est commandant en second de la 4e force aérienne tactique alliée, de 1964 à 1965, auprès du commandant en chef des forces alliées en Europe. Il passe ensuite, sur sa demande, dans la section de réserve,.
Il devient alors conseiller technique auprès d'un grand constructeur aéronautique américain.
Henry de Rancourt de Mimérand meurt le 28 juillet 1992 dans le 16e arrondissement de Paris,.

## Hommages et distinctions

### Décorations
- Grand officier de la Légion d'honneur
- Compagnon de la Libération par décret du 8 novembre 1944[5]
- Croix de guerre 1939–1945 (5 citations)
- Médaille de l'Aéronautique
- Ordre de l'Empire britannique à titre civil (commandeur)
- Distinguished Flying Cross (Royaume-Uni)
- Air Force Cross (Royaume-Uni)
- Officier de la Légion du Mérite (États-Unis)
- Bronze Star Medal (États-Unis)

### Autres hommages
- Monument dédié, comportant stèle et plaque commémorative, à Cernoy-en-Berry.